# Пи Возничего
Пи Возничего (англ. π Aurigae) — одиночная звезда красного цвета в созвездии Возничего. Звезда находится на угловом расстоянии около 1 градуса от звезды 2 звёздной величины Беты Возничего, Пи Возничего видна невооружённым глазом и обладает видимой звёздной величиной 4,25 На основе измерения параллакса получена оценка расстояния 800 световых лет от Солнца. На таком расстоянии видимый блеск звезды ослабляется на 0,54 звёздной величины вследствие межзвёздной экстинкции.
Пи Возничего является ярким гигантом на поздней стадии эволюции спектрального класса M3 II. Угловой диаметр звезды с учётом поправки за потемнение к краю составляет 9.56 ± 0.10 мсд. При известном расстоянии до звезды
это соответствует размерам около 265 радиусов Солнца. В среднем звезда обладает светимостью 6493 светимостей Солнца, эффективная температура фотосферы равна 3388 K. Пи Возничего относят к медленным неправильным переменным типа LC, блеск меняется от +4,24 до +4,34.